# Limnophila (Limnophila) nocticolor
Limnophila (Limnophila) nocticolor is een tweevleugelige uit de familie steltmuggen (Limoniidae). De soort komt voor in het Australaziatisch gebied.